# 中国青年党
中国青年党（ちゅうごくせいねんとう）は1923年12月2日にフランス・パリで結成された中華民国の政党。かつては中国国民党、中国共産党に次ぐ中国第3の政党だったが、1990年代以降はミニ政党となる。現党主席は林意珊。

## 概要

### 結党当初
中国青年党（以下「青年党」と記述する）はフランスに留学していた曽琦・李璜等により1923年（民国12年）12月2日にパリで結成された。「革命政党」を自認して、国家主義の精神に基づく外難の克服、中華民国の独立と自由の獲得、福祉国家の建設を理想とした。また、反共主義も掲げている。1924年（民国13年）4月、第1回党大会を開催し、曽が委員長に選出された。
同年、曽琦、李璜ら幹部は帰国し、国内で少年中国学会内右派として活動していた左舜生・陳啓天らもこれに合流した。中国国内における青年党は当初「中国国家主義青年団」と称する秘密結社であり、国内正式結党の前後には共産党との武力抗争を展開していた。1926年（民国15年）、上海で第1回全国代表大会を開催して公的に政党活動を開始する。あわせて曽が中央執行委員会委員長に選出された。政治的には中国国民党を敵視し、北伐に反対して北京政府を支持した。この青年党の姿勢は、1927年（民国16年）の上海クーデター（四・一二政変）で蔣介石が権力を掌握し国民党が反共に転じても、変化が無かった。

### 日中戦争・国共内戦時
1931年（民国20年）の満洲事変（九・一八事変）後になると、青年党は抗日をスローガンに掲げ、中国国民党への攻撃的言論の停止を宣言し、同党との協力関係を模索し始めた。ただし、蔣介石が召集した国難会議には、青年党は設定に不満を持ち参加していない。1937年（民国26年）から、ようやく青年党は国民政府への協力を公式に開始した。
その一方で、1939年（民国28年）に重慶で非国民党諸派による建国同志会（統一建国同志会）が結成されると、青年党もこれに参加している。同年、国民党が5期5中全会で「異党制限活動弁法（原文「限制異党活動弁法」）」を提示すると、青年党も反対を示した。建国同志会は1941年（民国30年）に中国民主政団同盟、1944年（民国33年）に中国民主同盟（民盟）と改組されていき、青年党はいずれにも参加している。なお、青年党の最高指導者だった曽琦は、日本側に事実上拘束される形で上海などに留まり、幹部だった趙毓松・張英華らは積極的に汪兆銘政権（南京国民政府）に参加した。
戦後、青年党は反共路線を強化して国共和平交渉反対を主張し、蔣介石への積極的支持も示した。1946年（民国35年）11月、青年党は中国民主社会党（民社党）と共に制憲国民大会に参加し、反蔣の方針を堅持した民盟から離脱している。その後も行憲国民大会に参加し、蔣が推進する国共内戦を支持した。

### 台湾移転後
国共内戦で国民党が敗退すると、青年党も1949年に台湾移転を余儀なくされた。青年党は民社党と共に政党結党が禁じられた戒厳令下の台湾において合法的に組織が認められた野党としての地位を得ることになった。組織の建て直しを図り、また勢力拡大のために党外の蘇洪月嬌、李万居、郭雨新等を各選挙で擁立、当選させている。しかし党は台湾に移ったものの、主席である曽琦とその後の代理主席李璜が台湾に渡っていないため長期に亘る党内の分裂を引き起こし、1968年（民国57年）に左舜生が台湾に渡るまで混乱が続いた。
同年、左舜生は党内の団結を図るため李璜の帰国を要請し組織の引き締めを行なった。同年の第12期代表大会で余家菊、左、陳啓天、李、胡国偉の5人が主席に選出されて集団指導体制が確立、中央党部も成立し、青年党は一応の安定を見ることになった。1979年（民国68年）の党第13期代表大会では李と陳の2人で主席に選出され双頭体制となる。1983年（民国72年）の第14期代表大会では、李が単独で主席に選ばれた（続く1988年（民国77年）の第15回代表大会でも同様）。1980年代、立法委員の謝学賢が李の支持を受けて党内改革を行ない、政党結党が解禁になると青年党の組織改革を実行した。

### 近況
青年党は自党を「永遠の野党」と位置づけている。しかし台湾移転後は国民党に過度に依拠したことで野党としての機能を喪失し、黄信介により「花瓶政党（かざりものの政党）」と揶揄されるようになった。また内部対立が沈静化せず、政党結成が解禁されると陳翰珍等の一部造反組が離党し新党結成を行なうなどの動きもあり、青年党は泡沫政党化が進行、政治基盤を喪失した。戒厳令解除後、青年党は選挙ごとに候補者を擁立しているが議席を確保できず、国会の全面改選により既存の議席も失い、台湾政治での存在意義は大幅に後退している。
なお2010年（民国99年）3月の18期7中全会では、青年党は反共主義の主張を停止する決議を行い、同年6月に発起された台湾全国政党団結聯誼会（略称「台湾政協」）にも参加している。

## 公式サイト
- 中国青年党全球資訊網（中国青年党公式ホームページ）